# 第810独立親衛海軍歩兵旅団 (ロシア海軍)
第810独立親衛海軍歩兵旅団（だい810どくりつしんえいかいぐんほへいりょだん、ロシア語: 810-я отдельная гвардейская бригада морской пехоты）は、ロシア海軍の旅団。黒海艦隊隷下。

## 概要

### ソ連海軍
1966年4月30日、ソ連海軍第336独立親衛海軍歩兵連隊隷下の第1海軍歩兵大隊、ソ連地上軍第295自動車化狙撃師団隷下の第135自動車化狙撃連隊を基幹に第309独立海軍歩兵大隊としてウクライナ・ソビエト社会主義共和国セヴァストポリで創設された。
1967年12月、部隊増強に伴い、第810独立海軍歩兵連隊に改編された。
1979年11月、部隊増強に伴い、第810独立海軍歩兵旅団に改編された。

### ロシア海軍
1992年5月、ソビエト連邦の崩壊とロシアの独立で創設されたロシア海軍に編入した。
1993年7月、第880独立海軍歩兵大隊を基幹にウクライナ海軍の第27独立海軍歩兵大隊が創設された。当初は第880大隊を直接ウクライナ海軍に編入する計画だったが、ロシアに引き上げずウクライナに残り、兵役を終えようと考えたロシア人団員が多かったため、ロシア政府の意向で第880大隊は解隊された。
1995年10月、第882独立落下傘大隊が第382独立海軍歩兵大隊に改編された。
1998年5月、部隊縮小に伴い、第810独立海軍歩兵連隊に改編された。
1999年9月から第二次チェチェン紛争に投入された。
2008年12月、部隊増強に伴い、第810独立海軍歩兵旅団に改編された。

### ロシアのクリミア侵攻
2014年2月27日、ロシアのクリミア侵攻に投入された。 
2016年6月、セルゲイ・ショイグ国防大臣より、ジューコフ勲章を授与された。
2018年4月18日、ウラジーミル・プーチン大統領より、名誉称号「親衛隊」を授与された。

### ロシアのウクライナ侵攻
2022年2月24日、ロシアのウクライナ侵攻でメリトポリの戦い、ベルジャーンシクの戦い、ヴォルノヴァーハの戦い、マリウポリの戦いに投入され、アレクセイ・シャロフ旅団長が戦死するなど、5月の時点で部隊は大損害を受けた。
2022年9月、南部ヘルソン州の最前線に配置されていたが、団員の85％以上を失い壊滅したとウクライナ参謀総司令部は主張している。
2022年11月、入隊規定ではロシア海軍歩兵に入隊できるのは職業軍人のみだったが、動員兵、義勇兵の受け入れを開始し、駐屯基地で動員兵の訓練を行い部隊の再編が開始された。

#### 南部・ザポリージャ戦線
2023年7月、南部ザポリージャ州ヴァシリウカ地区に再配置され、第58諸兵科連合軍の援軍で第177独立海軍歩兵連隊と共に第128独立山岳強襲旅団の攻勢を防御して大損害を受けたが撃退した。

#### 南部・ドニエプル川戦線
2023年10月、南部ヘルソン州ヘルソン地区に再配置され、ドニエプル川東岸を防御した。
2023年11月、マリウポリで負傷したヤン・スカノフ参謀長が病院で闘病中に死亡したとセヴァストポリ知事が報告した。
2023年11月、東部ドネツィク州クマチョボでの式典に出席し、部隊はささやかな休息と女優ポリーナ・メンシクによる慰問コンサートを楽しんでいたが、同月にロシア軍がウクライナ軍第128独立山岳強襲旅団の式典を攻撃したことへの報復とみられるHIMARSの攻撃で戦死者25人、戦傷者100人の損害を受けて演奏中だったメンシクも巻き添えで死亡した。

#### 北東部・ハルキウ戦線
2024年6月、北東部ハルキウ州チュフイウ地区に再配置され、5月に攻勢を開始した友軍の救援でヴォウチャンシク方面に展開した。

#### ロシア・クルスク戦線
2024年8月、ロシア・クルスク州に再配置され、友軍の救援でスジャ方面に展開したが、第72自動車化狙撃師団隷下の第22自動車化狙撃連隊と行軍中にHIMARSの攻撃で到着前に戦死者96～300人の損害を受けた。9月に友軍が包囲されているシェプトゥホフカで攻勢を開始し、ウクライナ軍第22独立機械化旅団を押し戻して包囲された友軍の救出に成功したと報告された。
同年11月までに北朝鮮のロシア派兵によりクルクスに送り込まれた朝鮮人民軍兵士が戦線に参加。旅団とともにウクライナとの戦闘を行った。

## ギャラリー

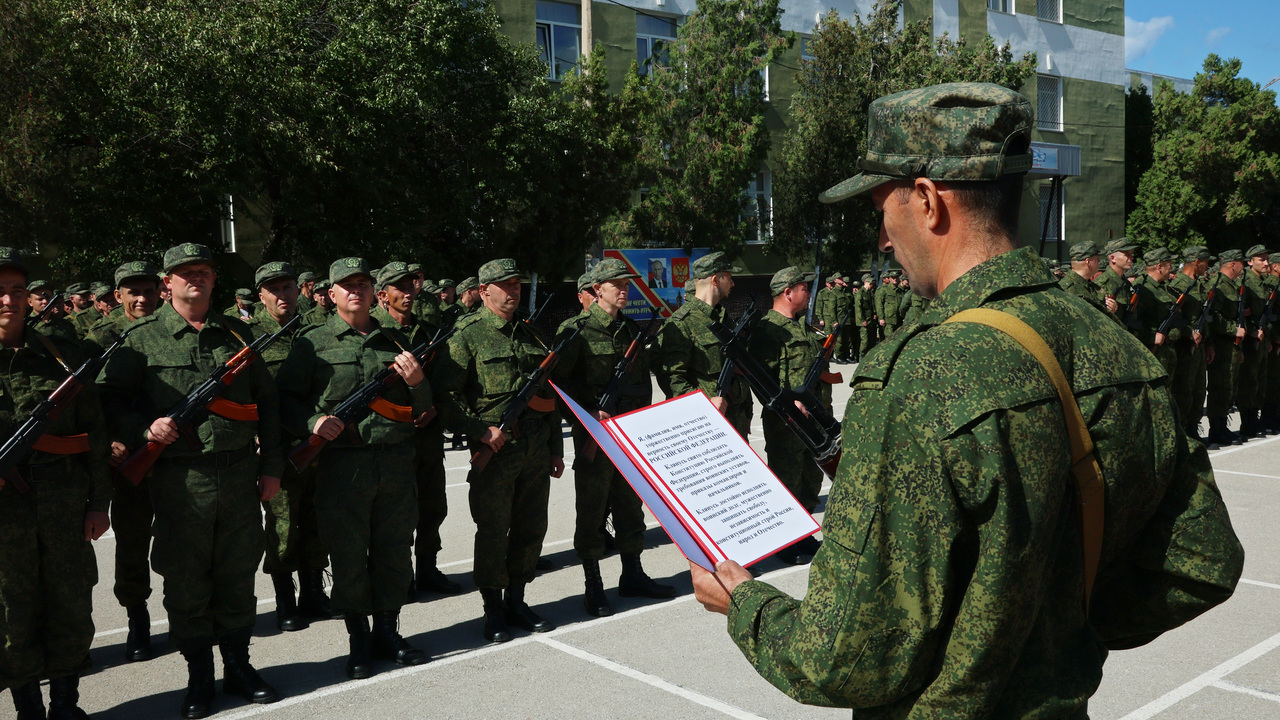
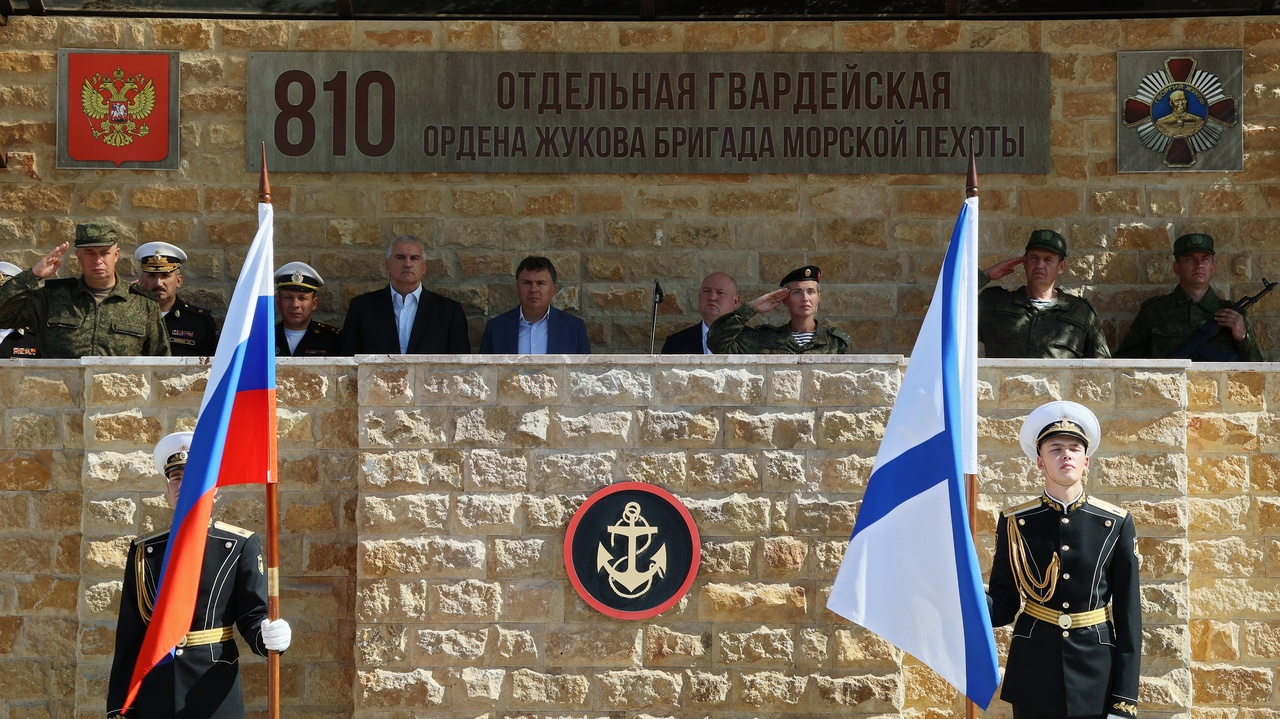
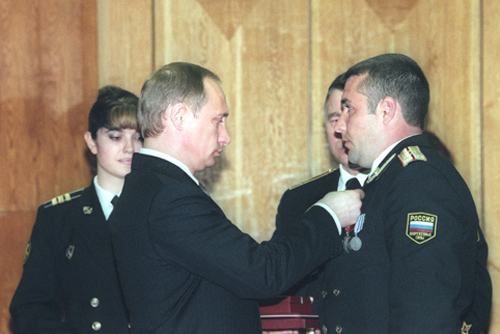

## 編制
- 旅団司令部（セヴァストポリ）
- 第382独立海軍歩兵大隊（テムリュク）
- 第557独立海軍歩兵大隊
- 第542独立空中強襲大隊
- 第546独立自走砲大隊
- 第547独立防空大隊
- 第538独立補給大隊
- 対戦車砲中隊

- 火力支援中隊
- 偵察中隊
- 工兵中隊
- 通信中隊
- 整備中隊
- 揚陸艦中隊

## 1988年編制
- 旅団司令部（セヴァストポリ）
- 第880独立海軍歩兵大隊
- 第881独立空中強襲大隊
- 第882独立海軍歩兵大隊
- 第885独立海軍歩兵大隊（予備役）
- 第113独立戦車大隊
- 第1613独立砲兵大隊
- 第1616独立ロケット砲大隊
- 第1622独立対戦車砲大隊
- 第1619独立防空大隊
- 第888独立偵察大隊